# Hoyt Arboretum
El Arboreto de Hoyt (en inglés: Hoyt Arboretum) es un arboreto de 185 acres (76 hectáreas) de extensión de propiedad municipal de la ciudad de Portland, en el estado de Oregón, Estados Unidos.
El código de identificación del Hoyt Arboretum como miembro del "Botanic Gardens Conservation International" (BGCI), así como las siglas de su herbario, es HOYT.

## Localización
El arboreto se encuentra situado en unas colinas, a unos 3 km (kilómetros) del oeste de Portland, Estados Unidos , dentro del parque de Washington de Portland, y cerca del zoológico de Oregón, y del jardín internacional de exposiciones de rosas.
La dirección del Hoyt Arboretum es: 400 S.W. Fairview Boulevard, Portland, Multnomah county, OR (Oregón) 97221, Estados Unidos.
Planos y vistas satelitales.45°31′0.44″N 122°42′57.6″O / 45.5167889, -122.716000
Es visitable desde el alba al ocaso todos los días del año.

## Historia
De propiedad municipal fue creado en 1922, por un grupo de representantes de la industria de la madera, el servicio del bosque de Estados Unidos, el departamento de parques de Portland, y entusiastas de la naturaleza.

## Colecciones
Alberga una de las mayores colecciones de especies de gimnospermas de los Estados Unidos. Son de destacar sus colecciones de:
- Aceraceae, con el género Acer (33 spp., y 43 taxones),
- Fagaceae, con una representación del género Quercus (28 spp., 31 taxones).
- Pinaceae, con los géneros Picea (15 spp., y 20 taxones), Pinus (45 spp., y 58 taxones),
- Rosaceae,
- Taxodiaceae.

Mantiene un banco de semillas.

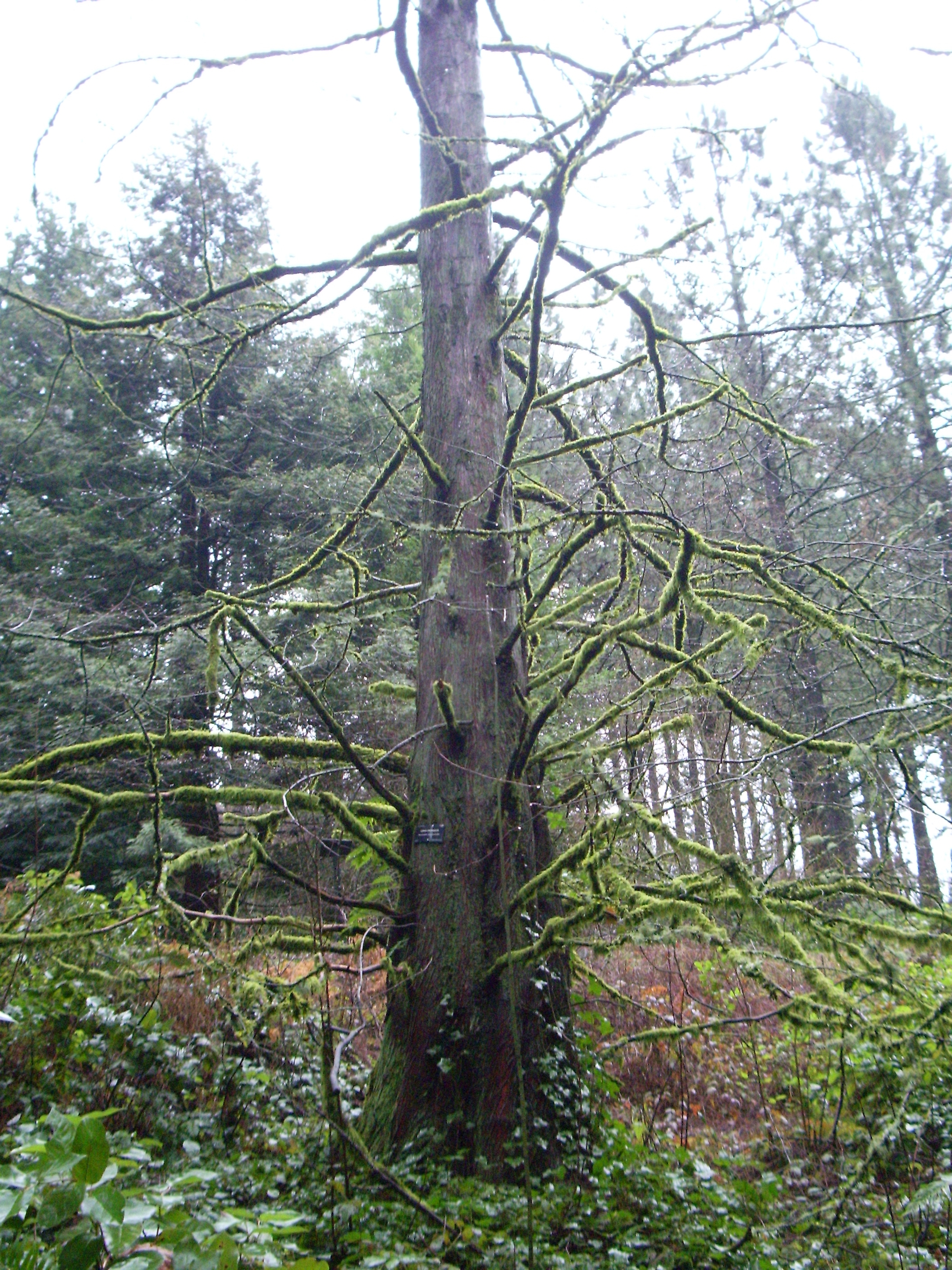
Metasequoia glyptostroboides en invierno.

Es de resaltar la Metasequoia, la única conífera de hoja caduca (pierde sus hojas en invierno).
Esta especie se creía que estaba extinta y se conocía de su existencia solamente en registros fósiles, pero en la primera parte del siglo XX, se descubrieron unos ejemplares vivos, en un valle remoto en China.
El árbol fue reintroducido en el hemisferio occidental mediante plantones cultivados en el arboretum de Hoyt. Los árboles portan unas agujas suaves, y cortas . Presentan un porte característico en el que las ramas se van eliminando desde abajo, de dobleces en el tronco.
Peggie Schwarz es el director ejecutivo actual del grupo de los amigos del arboretum de Hoyt. Siendo además el director desde 2011.
El arboreto tiene doce millas (19 km) de senderos (dos de los cuales están adaptados para sillas de ruedas), un centro de visitantes, un aulario con asientos para 40 personas, un área de acampada y una pradera.
Una visita guiada por voluntarios es posible realizarla desde 1970.